# Elios-Proni

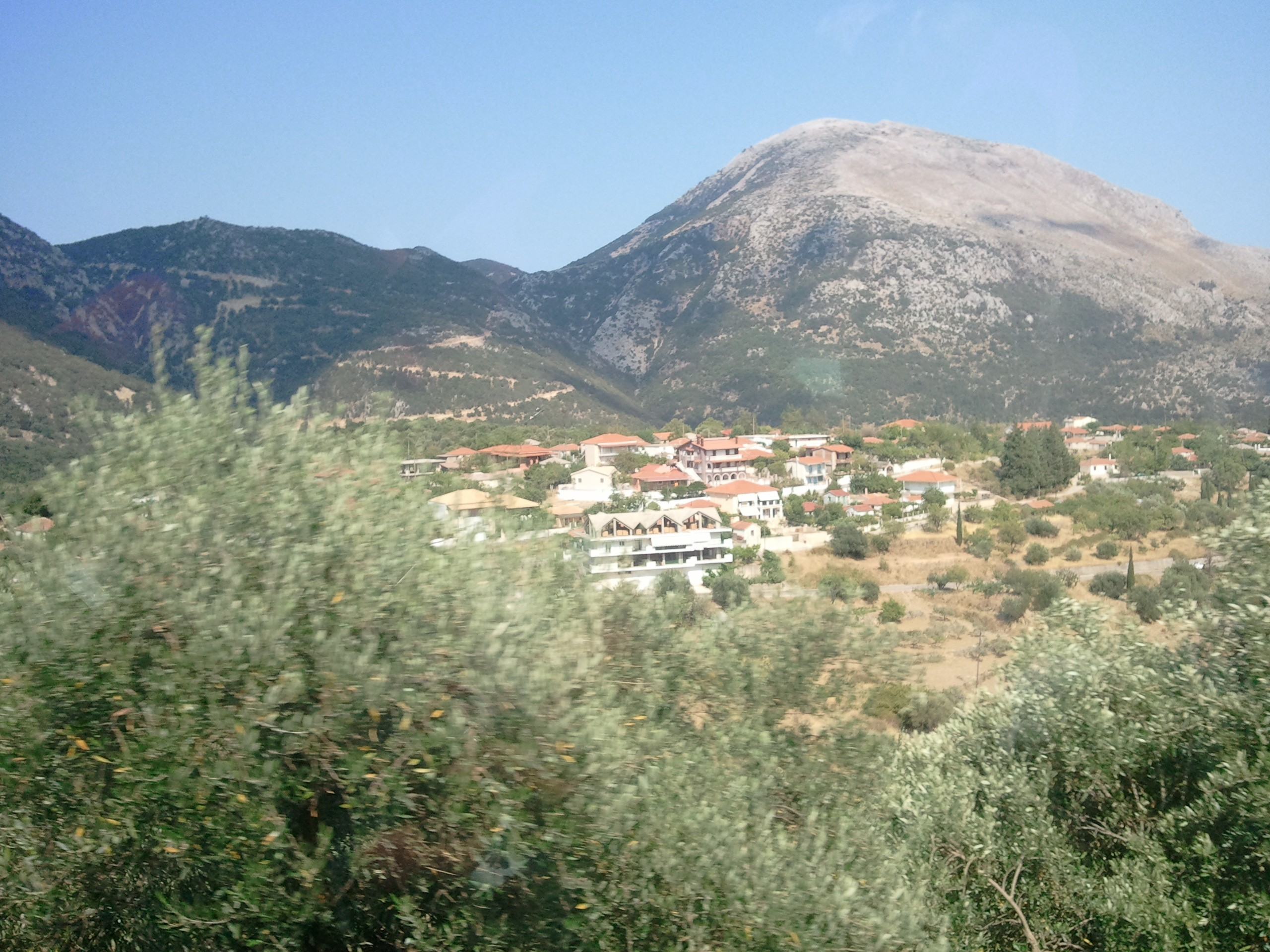

Elios-Proni (griechisch Ελειός-Πρόνοι) ist ein Gemeindebezirk der Gemeinde Argostoli auf der griechischen Insel Kefalonia. Er entstand im Zuge der Gebietsreform 1997 aus zuvor elf selbstständigen Landgemeinden und ging mit der Verwaltungsreform 2010 in der neu geschaffenen Gemeinde Kefalonia auf, in der einen Gemeindebezirk bildete. Nach der Auflösung dieser Gemeinde kam Elios-Proni zur neu gegründeten Gemeinde Argostoli
Das Gebiet ist sehr gebirgig und besteht aus vielen kleinen Siedlungen und Ortschaften. Der Sitz war Pastra; bekanntere Orte der Gemeinde sind Poros und Skala. Der Antike Ort Pronnoi (Πρόννοι) gehörte zum kefalonischen Städtebündnis Tetrapolis.